# Khàrkovski 1-i
Khàrkovski 1-i (en rus: Харьковский 1-й) és un poble (una khútor) de l'óblast de Rostov, a Rússia, segons el cens rus del 2010 tenia 156 habitants. Pertany al districte de Proletarsk.